# Looking for Love
Looking for Love – drugi singiel September promujący jej drugi album zatytułowany In Orbit. Został wydany w 2005 roku w Północnej Europie zaś dopiero w 2007 roku w Polsce i Rumunii. Piosenka była dużym przebojem m.in. w Polsce, gdzie dotarła do czwartego miejsca na liście przebojów.

## Pozycje, sprzedaż i certyfikaty
| Kraj                            | Pozycja | Certyfikat | Sprzedaż |
| ------------------------------- | ------- | ---------- | -------- |
| Szwecja - Top 60 Singles Chart  | 17      | -          | -        |
| Rumunia - Top 100 Airplay Chart | 10      | -          | -        |

| Pozycja | 17 | 22 | 25 | 23 | 27 | 32 | 29 | 32 | 46 | 42 | 44 | 51 | 55 |

| Pozycja | 73 |